# Bouweli
Bouweli is een bestuurslaag in het regentschap Alor van de provincie Oost-Nusa Tenggara, Indonesië. Bouweli telt 602 inwoners (volkstelling 2010).